# Portillo (Tarija)
Portillo is een kleine stad in het departement Tarija, Bolivia. Het is de tweede stad van de gemeente Tarija, gelegen in Cercado. 
Portillo is een voorstad van Tarija en maakt in die hoedanigheid de afgelopen jaar een sterke groei door.

## Bevolking
| Jaar | Populatie |
| ---- | --------- |
| 1992 | -         |
| 2001 | 706       |
| 2012 | 2.197     |